# 眼動脈ドプラ血流検査
眼動脈ドプラ血流検査（がんどうみゃく・どぷら・けつりゅう・けんさ）は超音波を眼動脈にむけて発信し、流れている血球に反射したドプラ唸り音を解析し、眼循環動態を検討し診断や治療に役立てる検査。

## 測定方法
過去には里村茂夫が医療の分野で超音波ドップラ法を世界にさきがけて開発し、鈴木一三九らが眼科領域で試みていた。
1969年に谷口裕章らは点眼麻酔した後に探触子を眼球の耳側結膜にあて、視神経管方向に向けた時に得られる血流音をサウンドスペクトログラフにて周波数分析することにより、2.4秒間の眼動脈流速脈波を描出した。

### 測定の意義
加齢により眼動脈流速脈波の最初のピークが低くなり、動脈硬化の進行を示す。また、高安動脈炎患者では流速脈波の立ち上がりがなだらかになり眼動脈の流速低下とともに眼底血圧は低下した。内頸動脈閉塞で眼動脈が逆流している場合に眼動脈の逆流速度が速いものほど眼底血圧が低下した。
1980年代に西川憲清らは内頸動脈狭窄や閉塞例に対し眼動脈ドプラ血流検査を施行し、眼病変を栓子所見（網膜動脈閉塞症、前部虚血性視神経症、軟性白斑、光輝小斑）、虚血所見（網膜周辺部出血斑、乳頭新生血管、虹彩ルベオーシス）に分類し、糖尿病患者では虚血所見が出現しやすいと報告した。これらの眼所見のある症例に眼動脈ドプラ血流検査を施行することにより、全身症状がなくても内頸動脈狭窄や閉塞の診断が容易になった。
内頸動脈閉塞例に浅側頭動脈-中大脳動脈吻合術前後に眼動脈ドプラ血流検査および眼底血圧測定を施行し、眼動脈が順流の狭窄例では術前後で流速および眼底血圧に変化はなかったが、逆流波形を示す閉塞例では術後に逆流速度が低下し、眼底血圧は約10mmHg上昇した。また乳頭新生血管を合併した内頸動脈閉塞において、眼動脈ドプラ血流検査で逆流および眼底血圧が低下していたが、内頸動脈内膜剥離の術後1週間に眼動脈は順流となり、眼底血圧が正常まで改善し、乳頭新生血管は消失した。眼動脈ドプラ血流検査を施行することにより、脳外科治療による眼病変への効果が予測可能となった。
眼動脈ドプラ血流検査では眼動脈の測定部位は不明であったが、眼窩カラードプラでは超音波断層像を併用することで眼動脈だけでなく視神経乳頭にある網膜中心動脈や網膜中心静脈を選択的に測定することが可能となった 。眼動脈ドプラ血流検査は普及しなかったが、頸部血管超音波検査 や 磁気共鳴血管画像 (MRアンギオグラフィー、magnetic resonance angiography、MRA) によって内頸動脈狭窄や内頸動脈閉塞の診断が容易になった。